# Constelații familiale

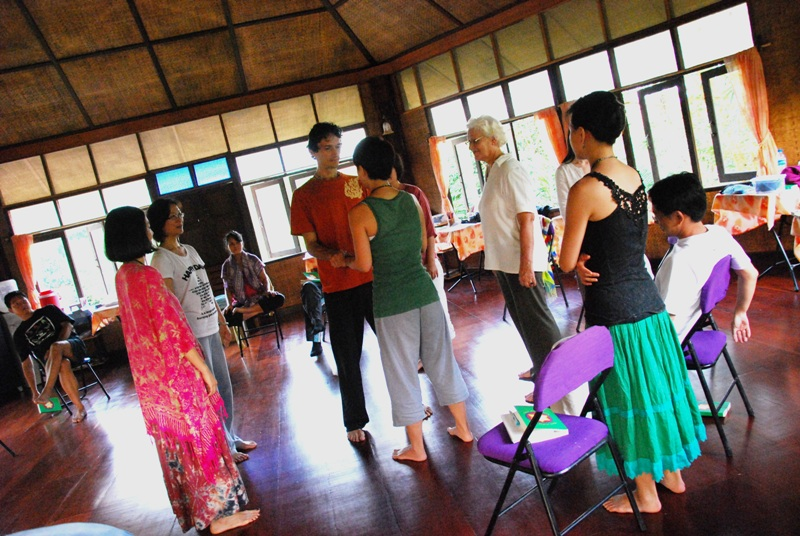
Constelație familială

Constelațiile familiale sunt un proces de conștientizare prin reprezentarea exterioară (utilizând reprezentanți umani sau obiecte) a unui pattern sau a unui mod interior de raportare la un eveniment, la un membru al sistemului de familie sau chiar la persoane din afara sistemului de familie.
Inventatorul și promotorul acestor tehnici este Bert Hellinger, un psiholog german.

## Literatură
- Ivan Boszormenyi-Nagy: Invisible loyalties: Reciprocity in intergenerational family therapy, 1973, Taylor & Francis Ltd, 2014, ISBN 978-113800442-9
- Bert Hellinger: Constelațiile familiale. Terapie pentru suflet., Philofobia, 2015, ISBN 2-00000085-111-2.

## Legături externe
- hellingerpa.com Bert Hellinger